# Lola Novaković

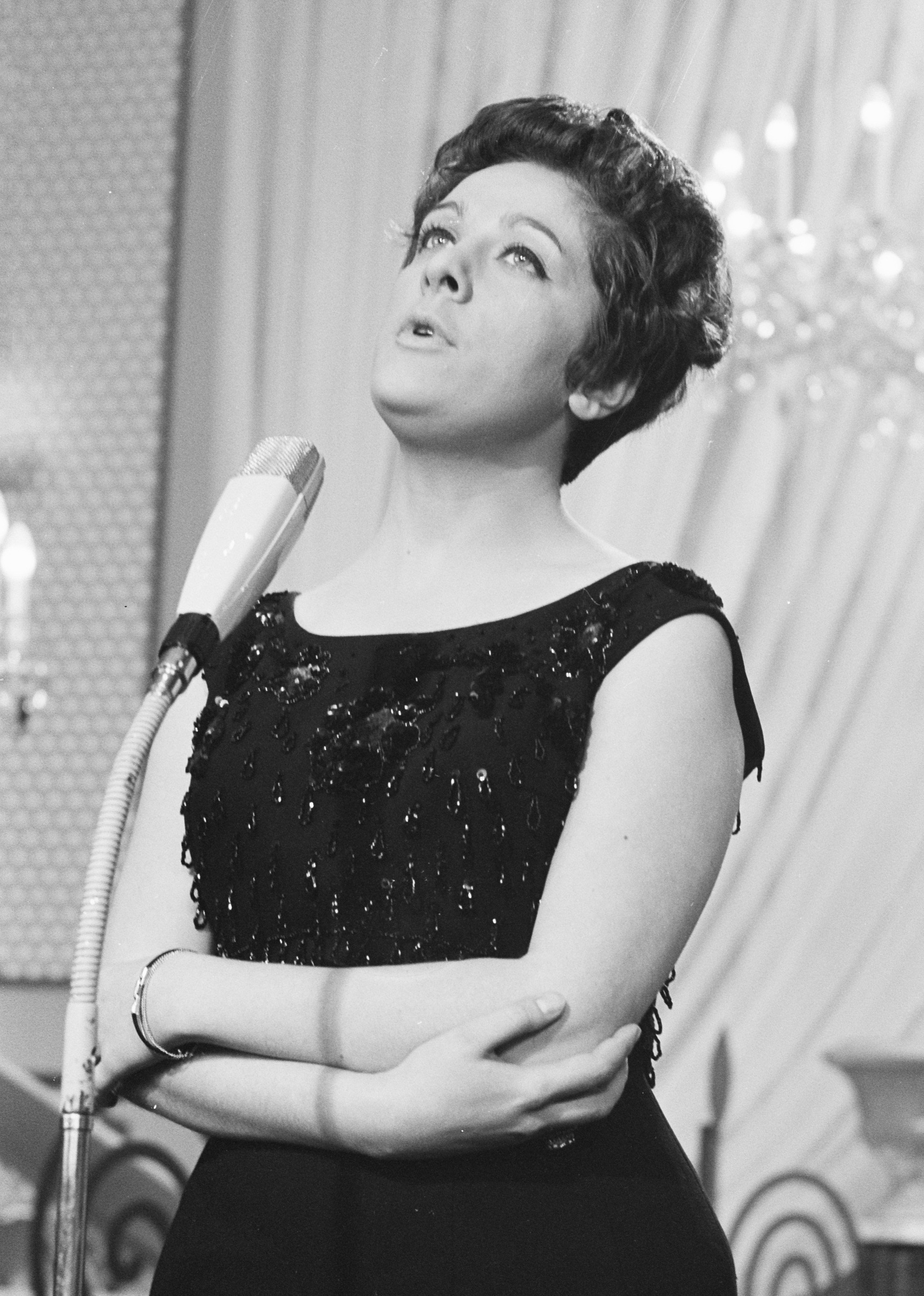
Lola Novaković beim Eurovision Song Contest 1962

Lola Novaković (* 25. April 1935 in Belgrad, Königreich Jugoslawien; † 3. April 2016) war eine jugoslawische Schlagersängerin und Schauspielerin, die vor allem in den 1960er Jahren erfolgreich war. 1968–1970 führte sie den Nachnamen ihres ersten Ehemannes, Jovanović.

## Leben
Lola Novaković sang ab Ende der 1950er Jahre erste Singles ein und ging auf Tourneen. In den 1960er Jahren kamen auch Auftritte in Fernsehfilmen und Serien.
Im Eurovision Song Contest 1962 vertrat sie Jugoslawien mit dem Lied Ne pali svetla u sumrak (Mach kein Licht in der Dämmerung, Text: Dragutin Britvić, Musik: Jože Privšek) und erreichte den 4. Platz. Ab 1963 spielte sie sich selbst im Kinderfernsehen Na slovo, na slovo. Ab Mitte der 1970er folgten nur noch wenige Auftritte.
Sie veröffentlichte rund 50 Schallplatten (überwiegend Singles).

## Diskografie
Singles
- 1962: Beli bagrem / Zaborav, PGP-RTB, EP 17 140
- 1963: Seti se, PGP-RTB, EP 50 185
- 1963: Ne, ne žalim ni za čim, PGP-RTB, EP 50 186
- 1965: Kap veselja, PGP-RTB, EP 50 189
- 1966: Tišina, PGP-RTB, EP 50 194 (Tišina war eine Coverversion mit serbokroatischem Text des Instrumentalstücks „Il Silenzio“ (Die Stille) von Nini Rosso)
- 1971: Vrati se / Neka nas vodi ljubav, PGP-RTB, S 51 530
- 1971: Ljubi me / Jednom se živi, PGP-RTB, SF 52 514
- 1973: Duga topla noć / Istina je, PGP-RTB, S 52 558
- 1981: Harmonika / Tiše, tiše, PGP-RTB, 1120611